# Artuf
Artuf (arab. عرتوف) – nieistniejąca już arabska wieś, która była położona w Dystrykcie Jerozolimy w Mandacie Palestyny. Wieś została wyludniona i zniszczona podczas I wojny izraelsko-arabskiej, po ataku Sił Obronnych Izraela w dniu 18 lipca 1948.

## Położenie
Artuf leżała w północno-zachodniej części wzgórz Judei. Według danych z 1945 do wsi należały ziemie o powierzchni 403 ha. We wsi mieszkało wówczas 350 osób.
| własność gruntów | powierzchnia gruntów (hektary) |
| ---------------- | ------------------------------ |
| Arabowie         | 401                            |
| Żydzi            | 0                              |
| publiczne        | 2                              |
| Razem            | 403                            |

| Rodzaj użytkowanych gruntów | Arabowie (hektary) | Żydzi (hektary) |
| --------------------------- | ------------------ | --------------- |
| uprawy oliwek               | 20                 | 0               |
| uprawy nawadniane           | 61                 | 0               |
| uprawy zbóż                 | 279                | 0               |
| nieużytki                   | 45                 | 0               |
| zabudowane                  | 18                 | 0               |

## Historia

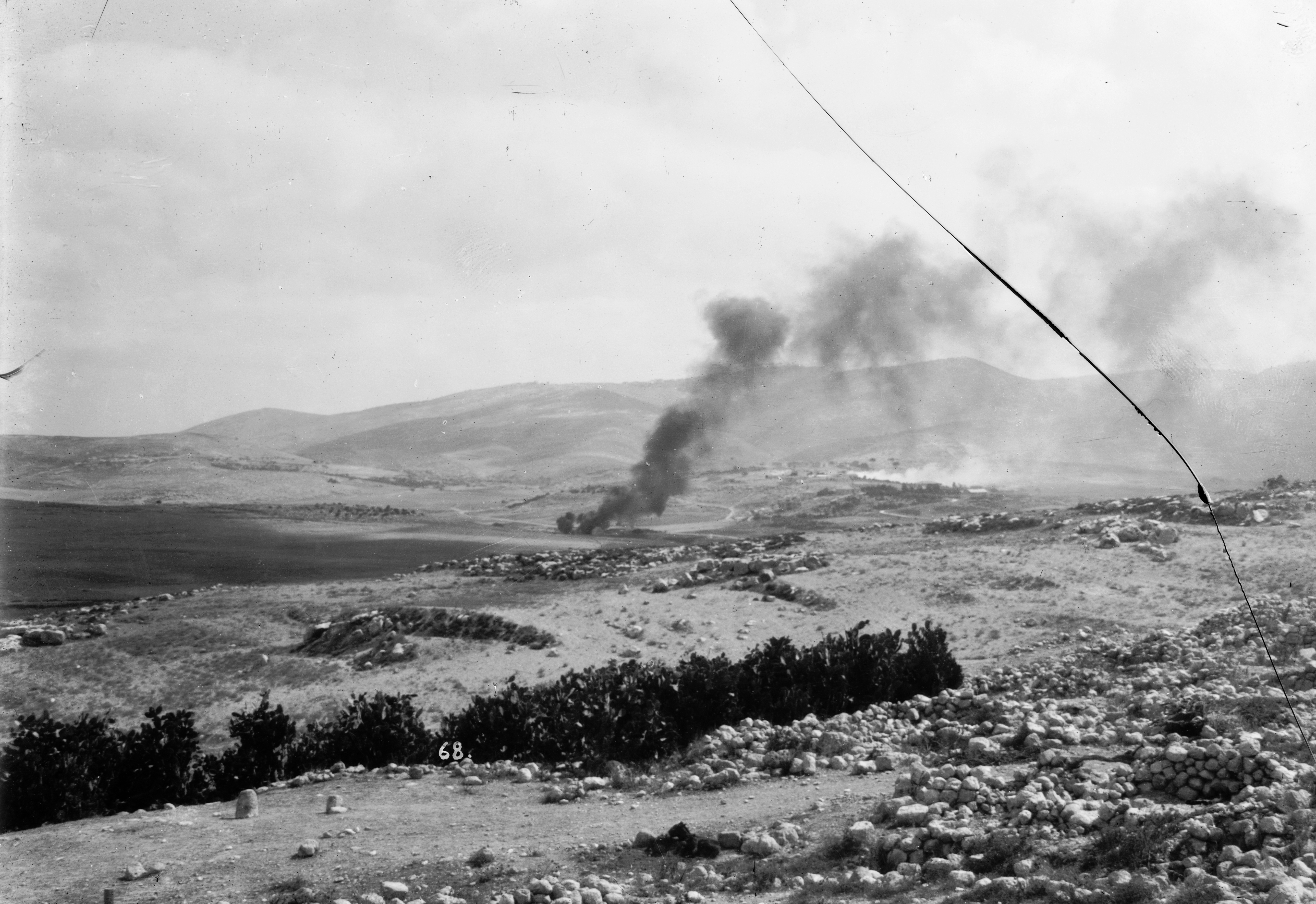
Płonące żydowskie osiedle Har-Tuw, około 23-31 sierpnia 1929

W 1596 tutejsza wieś liczyła 110 mieszkańców, którzy płacili podatki z upraw pszenicy, jęczmienia, winogron, owoców, oraz hodowli kóz i ulów. W 1883 grupa angielskich misjonarzy zakupiła tutejsze grunty z zamiarem utworzenia osady rolniczej dla Żydów. Powstała ona w 1895 pod nazwą Har-Tuw. Zamieszkało w niej około 100 Żydów.
W okresie panowania Brytyjczyków Artuf była małą wsią. We wsi był jeden meczet. Podczas arabskich zamieszek w 1929 żydowska osada Har-Tuw została zniszczona, a wszystkie domy spalone. Rok później osiedle odbudowano.
Podczas wojny domowej w Mandacie Palestyny arabskie milicje działające ze wsi Artuf atakowały żydowskie konwoje do Jerozolimy, paraliżując komunikację w tym rejonie. W dniu 20 grudnia 1947 w zaatakowanym konwoju zginęło 3 Żydów. Następne organizowane konwoje były chronione przez pojazdy opancerzone, pomimo to 13 marca 1948 w kolejnym zaatakowanym konwoju zginęło 11 osób. Do największego dramatu doszło 16 stycznia 1948 w ataku na konwój zginęło 35 jego członków. Według raportu, liczne zwłoki zabitych zostały brutalnie okaleczone po śmierci. Gdy podczas I wojny izraelsko-arabskiej w pobliżu wioski wybudowano Drogę Birmańską, jej sąsiedztwo stwarzało poważne zagrożenie dla bezpieczeństwa żydowskich transportów. Z tego powodu podczas operacji Danny w dniu 18 lipca 1948 wieś zajęli izraelscy żołnierze. Wysiedlono wówczas mieszkańców, a następnie wyburzono większość domów.

## Miejsce obecnie
Na terenie wioski Artuf utworzono w 1950 moszaw Naham.
Palestyński historyk Walid Chalidi, tak opisał pozostałości wioski Artuf: „Poza osiedlem żydowskim Naham zachował się jeden kamienny dom, który obecnie jest zamieszkały przez żydowską rodzinę. W środkowej części osiedla znajduje się mały dom, wykorzystywany jako magazyn ... Położony na zachodzie cmentarz wiejski został wyrównany, i tylko pozostają widoczne krawędzi jednego lub dwóch grobów”.